# Івошевці
Івошевці (хорв. Ivoševci) — населений пункт у Хорватії, у Шибеницько-Книнській жупанії у складі громади Кистанє.

## Населення
Населення за даними перепису 2011 року становило 360 осіб.
Динаміка чисельності населення поселення:

## Клімат
Середня річна температура становить 13,53 °C, середня максимальна – 28,69 °C, а середня мінімальна – -1,42 °C. Середня річна кількість опадів – 890 мм.
| Клімат поселення                              | Клімат поселення | Клімат поселення | Клімат поселення | Клімат поселення | Клімат поселення | Клімат поселення | Клімат поселення | Клімат поселення | Клімат поселення | Клімат поселення | Клімат поселення | Клімат поселення | Клімат поселення |
| Показник                                      | Січ.             | Лют.             | Бер.             | Квіт.            | Трав.            | Черв.            | Лип.             | Серп.            | Вер.             | Жовт.            | Лист.            | Груд.            |                  |
| Середній максимум, °C                         | 10,14            | 11,14            | 14,13            | 17,58            | 22,40            | 26,34            | 28,69            | 28,32            | 23,77            | 18,98            | 13,60            | 10,53            |                  |
| Середня температура, °C                       | 4,36             | 5,35             | 8,34             | 11,80            | 16,60            | 20,57            | 23,92            | 23,56            | 19,00            | 14,20            | 8,82             | 5,77             |                  |
| Середній мінімум, °C                          | −1,42            | −0,42            | 2,56             | 6,01             | 10,85            | 14,79            | 19,18            | 18,79            | 14,24            | 9,44             | 4,06             | 1,01             |                  |
| Норма опадів, мм                              | 73               | 67               | 72               | 80               | 66               | 63               | 41               | 54               | 85               | 93               | 107              | 89               |                  |
| Середньомісячна швидкість вітру, м/с          | 1.71             | 1.91             | 2.18             | 2.17             | 1.92             | 1.72             | 1.74             | 1.60             | 1.62             | 1.65             | 1.94             | 1.90             |                  |
| Середньомісячна сонячна радіація, кДж/м²·день | 5179             | 7934             | 11554            | 16128            | 20176            | 22587            | 24271            | 21172            | 15821            | 10156            | 5629             | 4404             |                  |
| --------------------------------------------- | ---------------- | ---------------- | ---------------- | ---------------- | ---------------- | ---------------- | ---------------- | ---------------- | ---------------- | ---------------- | ---------------- | ---------------- | ---------------- |
| Джерело:                                      |                  |                  |                  |                  |                  |                  |                  |                  |                  |                  |                  |                  |                  |